# 24 Hores de Montjuïc 1957
L'edició de 1957 de les 24 Hores de Montjuïc fou la 3a d'aquesta prova, organitzada per la Penya Motorista Barcelona al Circuit de Montjuïc el cap de setmana del 6 i 7 de juliol.

## Classificació general
| Posició | Dorsal | Pilot 1                     | Pilot 2            | Motocicleta | Cubicatge | Grup | Voltes |
| ------- | ------ | --------------------------- | ------------------ | ----------- | --------- | ---- | ------ |
| 1       | 1      | Alberto Gandossi            | Bruno Spaggiari    | Ducati      | 125       | A    | 588    |
| 2       | 2      | Franco Farnè                | Giuseppe Mandolini | Ducati      | 125       | A    | 583    |
| 3       | 6      | Josep Maria Rodà            | Manuel Relats      | Ducati      | 125       | A    | 567    |
| 4       | 12     | Pastorelli                  | Consonni           | MV          | 250       | A    | 542    |
| 5       | 10     | Caralt                      | Rivière            | Montesa     | 250       | A    | 541    |
| 6       | 31     | Josep Maria Llobet "Turuta" | Leif Smedh         | Montesa     | 125       | B    | 540    |
| 7       | 32     | Anet                        | Sirera             | Montesa     | 125       | B    | 536    |
| 8       | 33     | J. España                   | I. de España       | Montesa     | 125       | B    | 525    |
| 9       | 50     | Pujes                       | Jaume Garriga      | Derbi       | 500       | B    | 515    |
| 10      | 30     | Delfí Coll                  | Robert Marí        | Norton      | 500       | A    | 508    |

Notes
1. ↑  A: Esportives / B: Turisme
2. ↑  2.228,902 km totalitzats, a una velocitat mitjana de 92,870 km/h.

## Guanyadors per categories

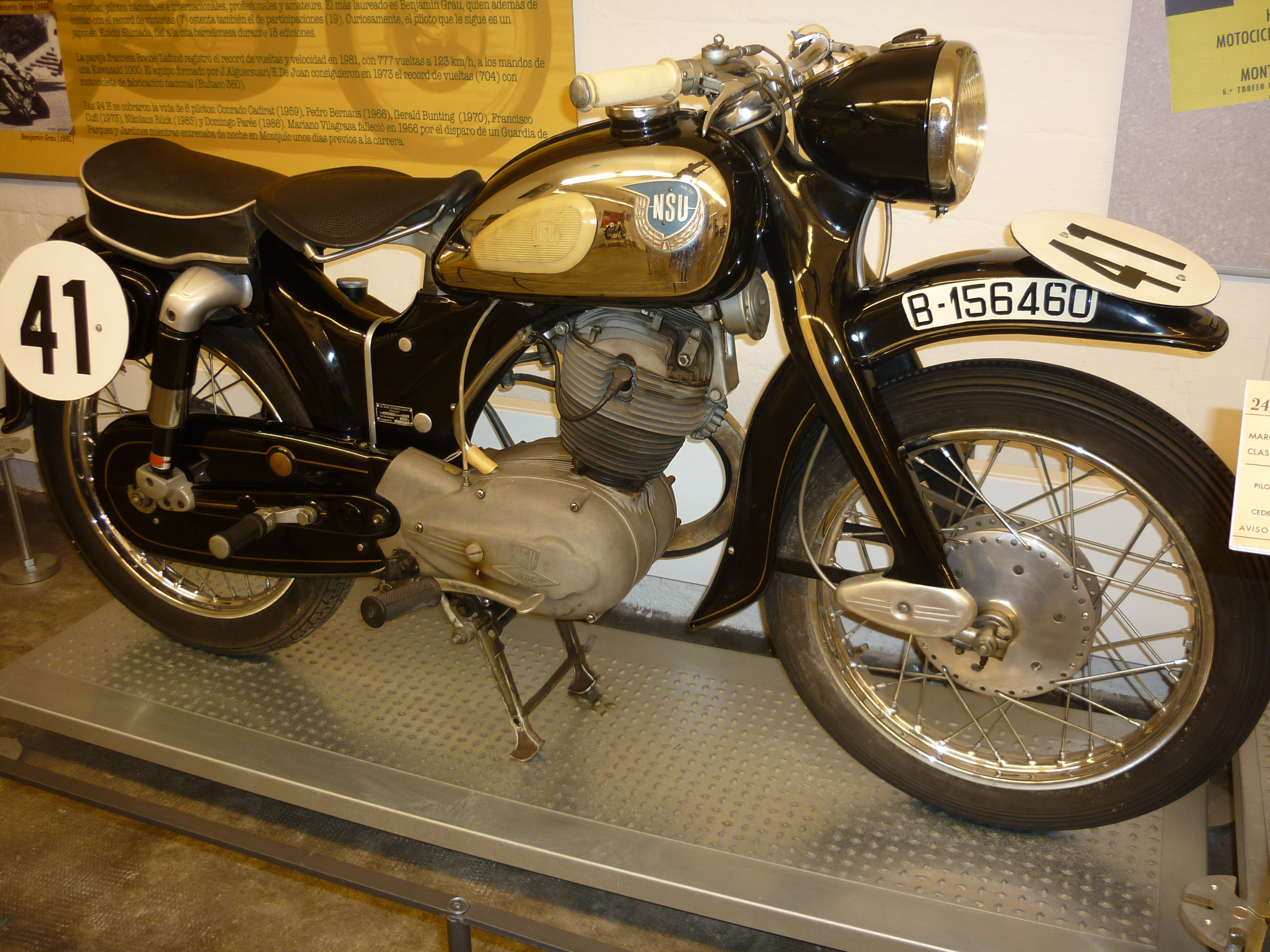
La Lube-NSU Max 250cc que pilotaren Jaume Borrull i Ramon Magriñà a les 24 Hores de Montjuïc de 1957

### Motocicletes esportives
| Categoria | Pilot 1          | Pilot 2         | Motocicleta | Voltes |
| --------- | ---------------- | --------------- | ----------- | ------ |
| 125 cc    | Alberto Gandossi | Bruno Spaggiari | Ducati      | 588    |
| 250 cc    | Pastorelli       | Consonni        | MV          | 542    |
| 500 cc    | Delfí Coll       | Robert Marí     | Norton      | 508    |

### Motocicletes turisme
| Categoria | Pilot 1                     | Pilot 2       | Motocicleta | Voltes |
| --------- | --------------------------- | ------------- | ----------- | ------ |
| 125 cc    | Josep Maria Llobet "Turuta" | Leif Smedh    | Montesa     | 540    |
| 250 cc    | Jaume Borrull               | Ramon Magriñà | Lube-NSU    |        |
| 500 cc    | Pujes                       | Jaume Garriga | Derbi       | 515    |

## Trofeus addicionals
- III Trofeu "El Centauro" de El Mundo Deportivo: Ducati (Alberto Gandossi - Bruno Spaggiari)